# Barbus Müller

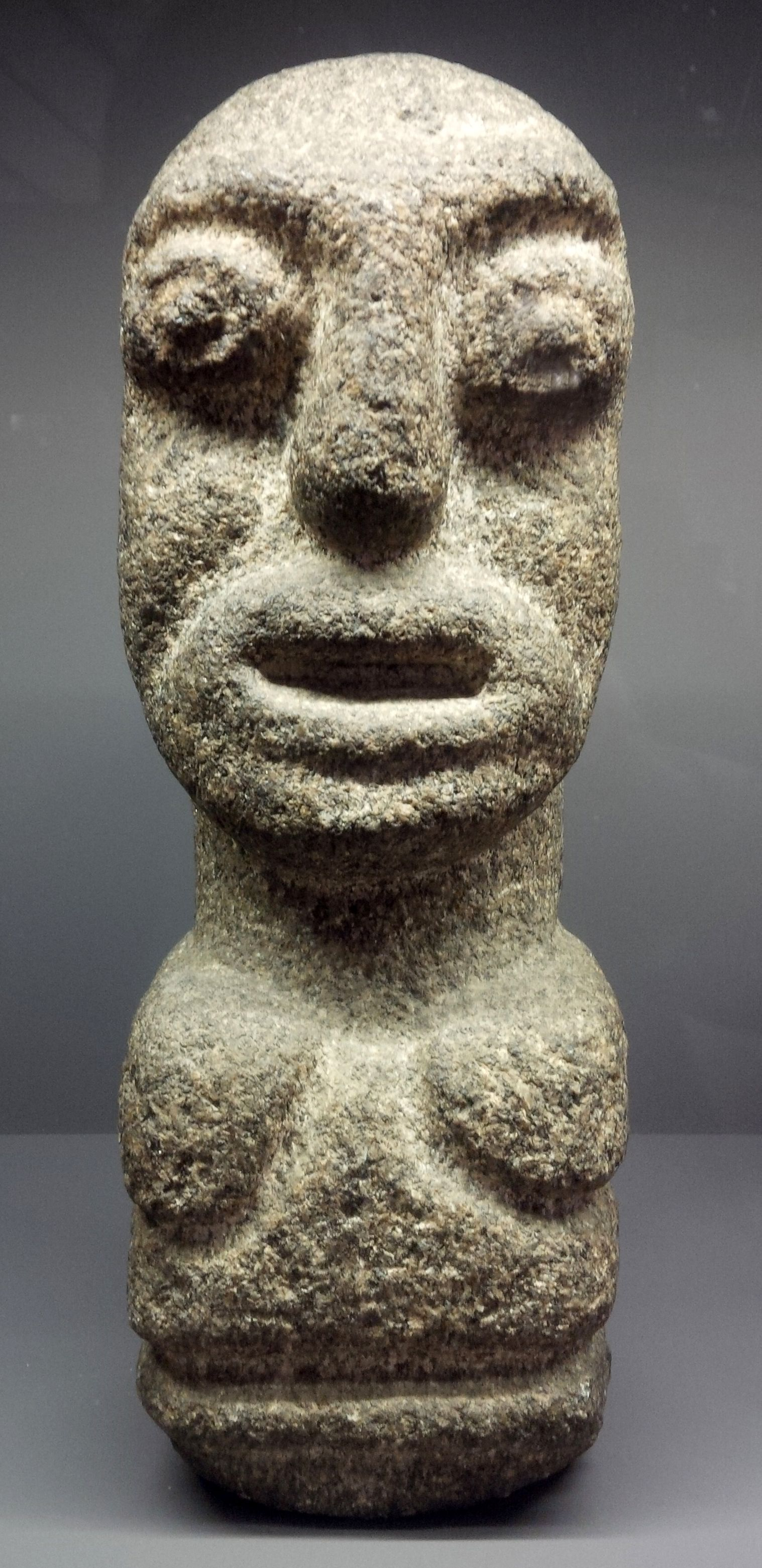
Barbus Müller. Sammlung ABCD.

Der Name Barbus Müller bezeichnet mehrere Steinskulpturen aus Granit oder Vulkangestein. Der Name wurde von Jean Dubuffet geprägt und bedeutet frei übersetzt „Müllers bärtige Männer“.
Über die Skulpturen gibt es kaum gesicherte Informationen. Trotz ihres archaischen Aussehens, das an die monolithischen Bildsäulen der Osterinsel erinnert, sind sie neueren Ursprungs und stammen wohl aus Frankreich. Die Arbeiten eines oder mehrerer Künstler – aus Granit oder Vulkanit – sind mit bis zu 1 m Höhe relativ klein und scheinen teilweise aus gestohlenen Kilometersteinen entstanden zu sein. Die behauenen Steine stellen stilisierte Gesichter mit strichförmigen oder vollen Lippen, gliederlose Männer und Frauen dar, deren starre Gesichter und Mimik an primitive Idole erinnern.
Da sie der schweizerische Sammler Josef Müller in den 1940er Jahren bei einem französischen Antiquitätenhändler entdeckte und mehrere Figuren Bartträger sind, wurde ihnen der Name „Barbus Müller“ zugeordnet.
Jean Dubuffet besaß mehrere Stücke aus der Sammlung Müllers, Henri-Pierre Roché, der Pariser Kunsthändler Charles Ratton und der Bildhauer Saint-Paul waren ebenfalls Sammler dieser seltsamen Statuen.